# Songy
Songy est une commune française, située dans le département de la Marne en région Grand Est.

## Géographie
Songy est située dans le quart sud-est de la Marne, entre Vitry-le-François et Châlons-en-Champagne. Son territoire d'une superficie de 15,06 km2, s'étend du sud-ouest au nord-est.
La Guenelle, le ruisseau « les Fosses » et la Marne s'écoulent à l'est du village. C'est à proximité de ces rivières que l'altitude est la plus basse, approchant les 90 m. La partie sud-ouest de la commune, en Champagne crayeuse, est plus élevée : l'altitude y atteint les 165 m.
| Cheppes-la-Prairie | Saint-Martin-aux-Champs | Ablancourt |
| Faux-Vésigneul     | Songy                   |            |
|                    | Pringy                  | Soulanges  |

### Hydrographie
La commune est dans la région hydrographique « la Seine de sa source au confluent de l'Oise (exclu) » au sein du bassin Seine-Normandie. Elle est drainée par la Marne, la Guenelle, la Fontaine Saint-Maurice, les Grandes Noues et divers autres petits cours d'eau,.
La Marne  prend sa source sur le plateau de Langres, dans la commune de Saints-Geosmes (Haute-Marne) et se jette dans la Seine entre Charenton-le-Pont et Alfortville (Val-de-Marne) dans le quartier de Conflans-l'Archevêque. 
La Guenelle, d'une longueur de 30 km, prend sa source dans la commune de Glannes et se jette  dans la Marne à Mairy-sur-Marne, après avoir traversé onze communes. 

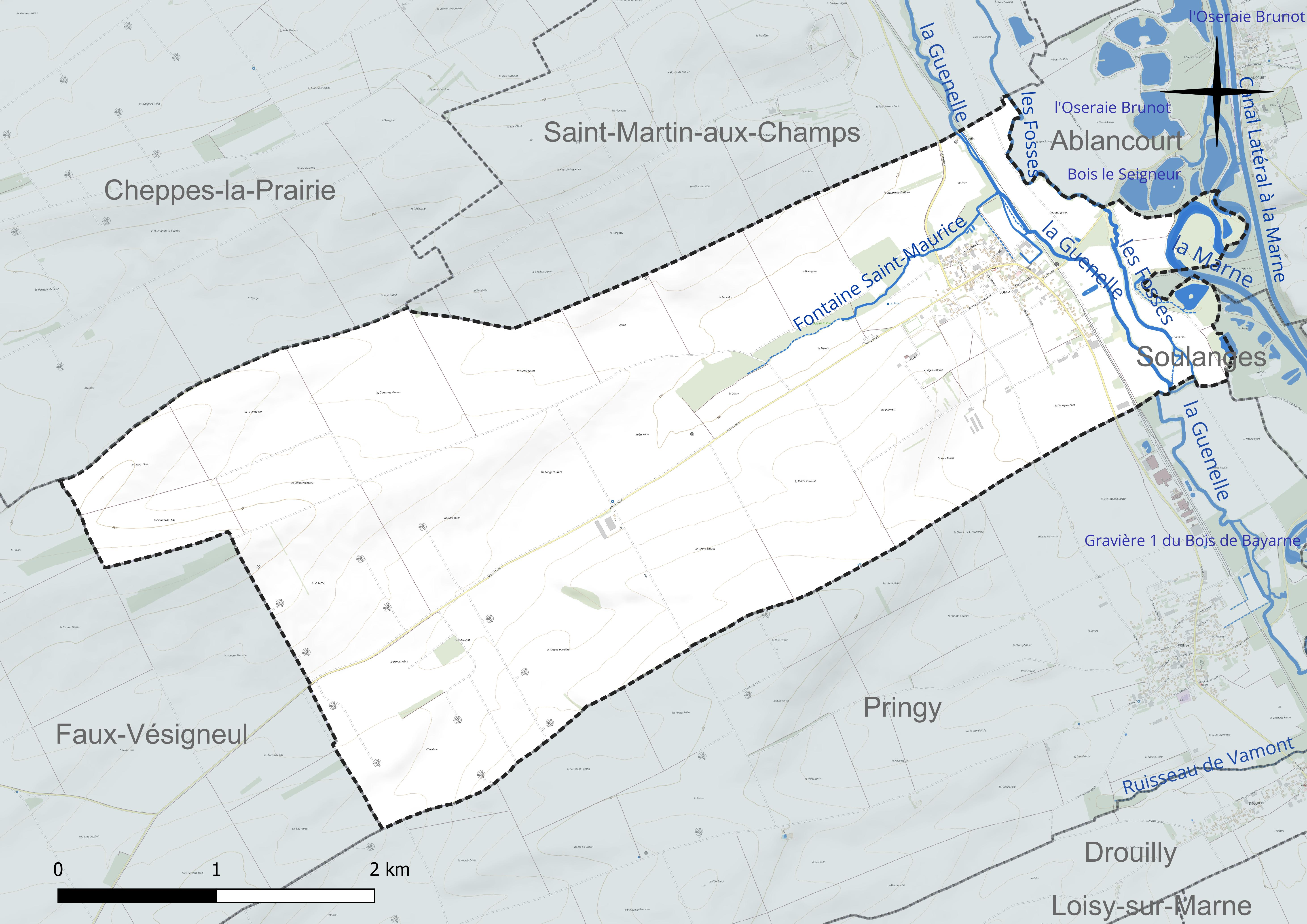
Réseau hydrographique de Songy.

Trois plans d'eau complètent le réseau hydrographique : la gravière 1 des Avergères (2,2 ha), la gravière 3 des Avergères, d'une superficie totale de 1,2 ha (0,6 ha sur la commune) et le Bois Nolin, d'une superficie totale de 3,5 ha (0 ha sur la commune),.

### Climat
Pour des articles plus généraux, voir Climat du Grand Est et Climat de la Marne.
En 2010, le climat de la commune est de type climat océanique dégradé des plaines du Centre et du Nord, selon une étude du Centre national de la recherche scientifique s'appuyant sur une série de données couvrant la période 1971-2000. En 2020, Météo-France publie une typologie des climats de la France métropolitaine dans laquelle la commune est exposée à un climat océanique altéré et est dans la région climatique  Nord-est du bassin Parisien, caractérisée par un ensoleillement médiocre, une pluviométrie moyenne régulièrement répartie au cours de l’année et un hiver froid (3 °C). 
Pour la période 1971-2000, la température annuelle moyenne est de 10,5 °C, avec une amplitude thermique annuelle de 15,8 °C. Le cumul annuel moyen de précipitations est de 697 mm, avec 11,6 jours de précipitations en janvier et 8,1 jours en juillet. Pour la période 1991-2020, la température moyenne annuelle observée sur la station météorologique de Météo-France la plus proche, « Frignicourt », sur la commune de Frignicourt à 13 km à vol d'oiseau, est de 11,5 °C et le cumul annuel moyen de précipitations est de 694,6 mm. 
La température maximale relevée sur cette station est de 41,7 °C, atteinte le 25 juillet 2019 ; la température minimale est de −22 °C, atteinte le 9 janvier 1985,,. 
Les paramètres climatiques de la commune ont été estimés pour le milieu du siècle (2041-2070) selon différents scénarios d'émission de gaz à effet de serre à partir des nouvelles projections climatiques de référence DRIAS-2020. Ils sont consultables sur un site dédié publié par Météo-France en novembre 2022.

## Urbanisme

### Typologie
Au 1er janvier 2024, Songy est catégorisée commune rurale à habitat dispersé, selon la nouvelle grille communale de densité à sept niveaux définie par l'Insee en 2022.
Elle est située hors unité urbaine. Par ailleurs la commune fait partie de l'aire d'attraction de Vitry-le-François, dont elle est une commune de la couronne,. Cette aire, qui regroupe 73 communes, est catégorisée dans les aires de moins de 50 000 habitants,.

### Occupation des sols
L'occupation des sols de la commune, telle qu'elle ressort de la base de données européenne d’occupation biophysique des sols Corine Land Cover (CLC), est marquée par l'importance des territoires agricoles (92,5 % en 2018), une proportion sensiblement équivalente à celle de 1990 (93,1 %). La répartition détaillée en 2018 est la suivante : 
terres arables (92,5 %), forêts (4,7 %), zones urbanisées (2,6 %), eaux continentales (0,3 %). L'évolution de l’occupation des sols de la commune et de ses infrastructures peut être observée sur les différentes représentations cartographiques du territoire : la carte de Cassini (XVIIIe siècle), la carte d'état-major (1820-1866) et les cartes ou photos aériennes de l'IGN pour la période actuelle (1950 à aujourd'hui).

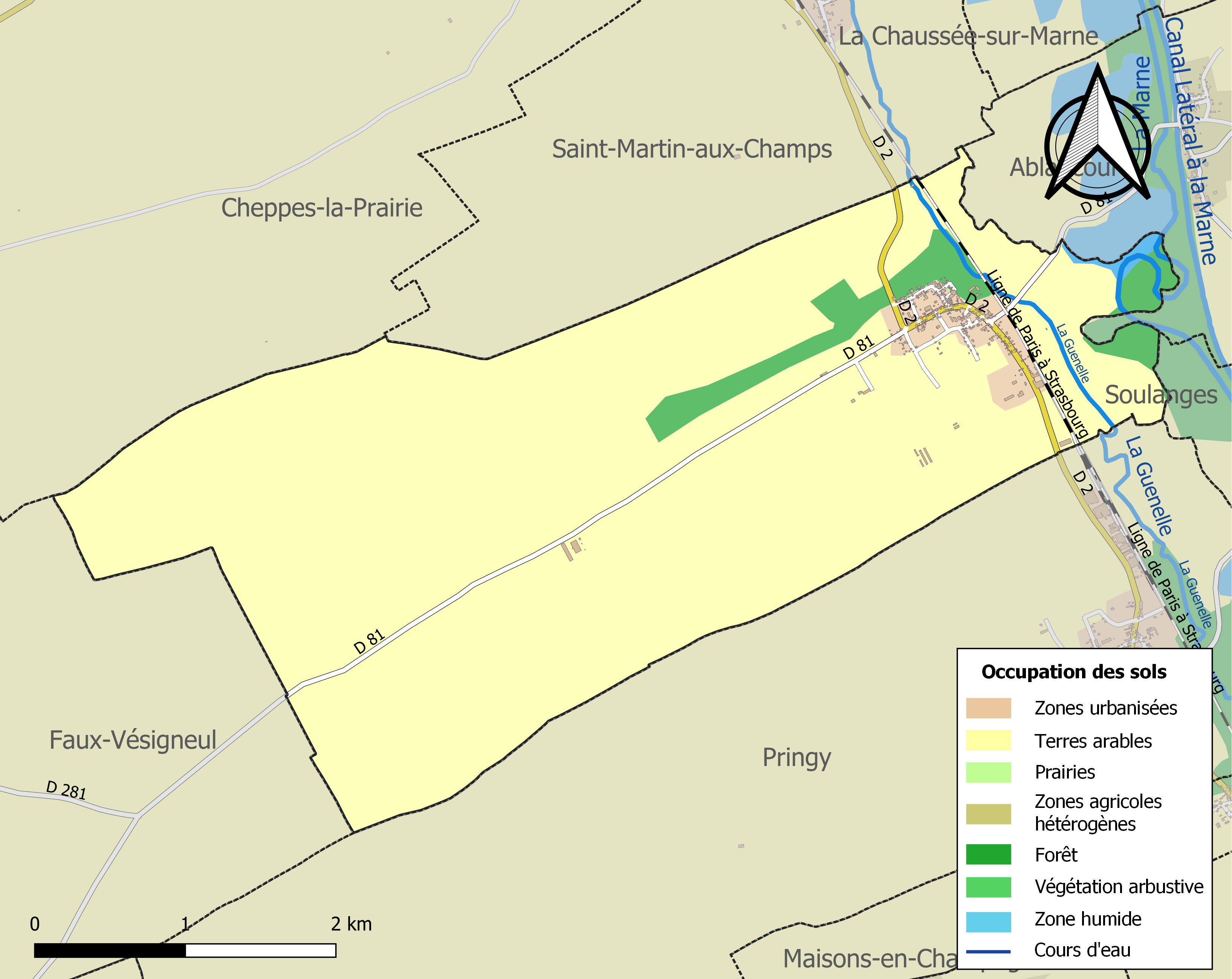
Carte des infrastructures et de l'occupation des sols de la commune en 2018 (CLC).

## Toponymie
Le nom de la localité est attesté sous les formes Songeium (1131-1142) ; Songeyum (1239) ; Soyg[n]ei, Songi (vers 1252) ; Songey (1306).

## Histoire

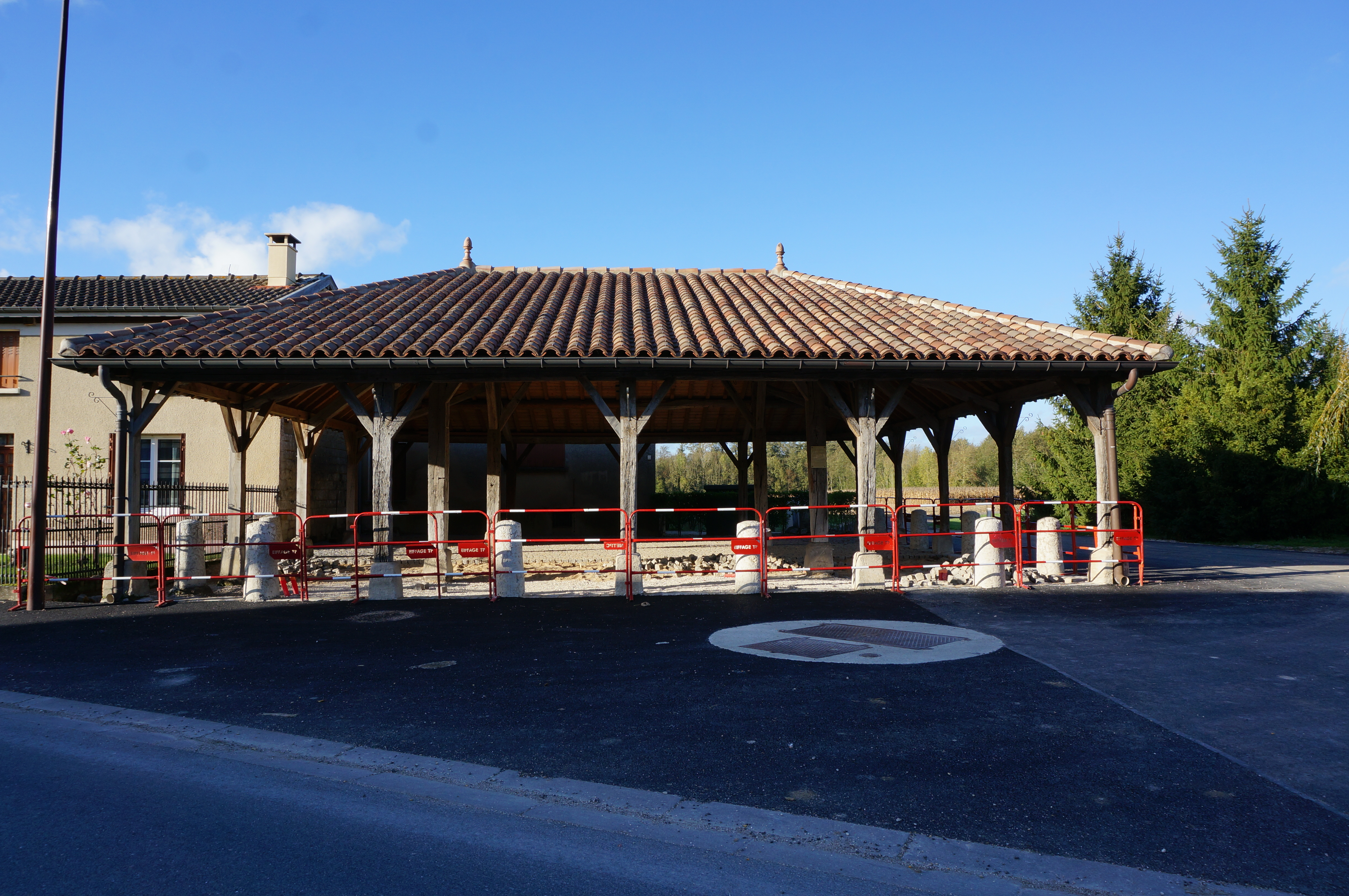
Halles.

C'est dans ce village que fut, en septembre 1731, capturée Marie-Angélique le Blanc, « la fille sauvage de Songy », connue dans la littérature anglo-saxonne sous le nom de « fille sauvage de Champagne » (« wild girl of Champagne »). Après une longue période de survie en forêt, elle fut capturée à Songy en septembre 1731, dans la partie aride de la Champagne, où l'absence de massif forestier la mettait dangereusement à vue,,.
Songy possédait autrefois une halte sur la ligne de Paris-Est à Strasbourg-Ville, dont le quai et le bâtiment voyageurs étaient situés à la hauteur du passage à niveau de l'actuelle route D 81. Après sa fermeture totale, le petit bâtiment qui abritait la halte a été démoli. Il s'agissait peut-être d'une maisonnette de [garde-barrière-fr] agrandie.

## Politique et administration
| Période                                  | Période                      | Identité          | Étiquette | Qualité                        |
| ---------------------------------------- | ---------------------------- | ----------------- | --------- | ------------------------------ |
| Les données manquantes sont à compléter. |                              |                   |           |                                |
| 1995                                     | 2008                         | Jean Cheminon     |           |                                |
| 2008                                     | En cours (au 4 juillet 2014) | Francis Passinhas |           | Réélu pour le mandat 2020-2026 |

## Équipements et services publics

### Eau et déchets
Par convention entre la communauté de communes et le Syndicat mixte du Sud-Est Marnais (SYMSEM), les habitants de Songy ont accès à la déchèterie de Pogny, gérée par le SYMSEM.

## Démographie
Les habitants de la commune sont les Songenats et les Songenates.
L'évolution du nombre d'habitants est connue à travers les recensements de la population effectués dans la commune depuis 1793. Pour les communes de moins de 10 000 habitants, une enquête de recensement portant sur toute la population est réalisée tous les cinq ans, les populations de référence des années intermédiaires étant quant à elles estimées par interpolation ou extrapolation. Pour la commune, le premier recensement exhaustif entrant dans le cadre du nouveau dispositif a été réalisé en 2007.

En 2022, la commune comptait 267 habitants, en évolution de +0,75 % par rapport à 2016 (Marne : −1,19 %, France hors Mayotte : +2,11 %).
| 1793 | 1800 | 1806 | 1821 | 1831 | 1836 | 1841 | 1846 | 1851 |
| ---- | ---- | ---- | ---- | ---- | ---- | ---- | ---- | ---- |
| 244  | 359  | 361  | 368  | 373  | 418  | 446  | 447  | 489  |

| 1856 | 1861 | 1866 | 1872 | 1876 | 1881 | 1886 | 1891 | 1896 |
| ---- | ---- | ---- | ---- | ---- | ---- | ---- | ---- | ---- |
| 448  | 423  | 400  | 389  | 360  | 358  | 355  | 344  | 314  |

| 1901 | 1906 | 1911 | 1921 | 1926 | 1931 | 1936 | 1946 | 1954 |
| ---- | ---- | ---- | ---- | ---- | ---- | ---- | ---- | ---- |
| 312  | 351  | 315  | 310  | 318  | 311  | 310  | 309  | 374  |

| 1962 | 1968 | 1975 | 1982 | 1990 | 1999 | 2006 | 2007 | 2012 |
| ---- | ---- | ---- | ---- | ---- | ---- | ---- | ---- | ---- |
| 365  | 344  | 307  | 286  | 299  | 279  | 269  | 268  | 269  |

| 2017 | 2022 | - | - | - | - | - | - | - |
| ---- | ---- | - | - | - | - | - | - | - |
| 263  | 267  | - | - | - | - | - | - | - |

## Culture et patrimoine

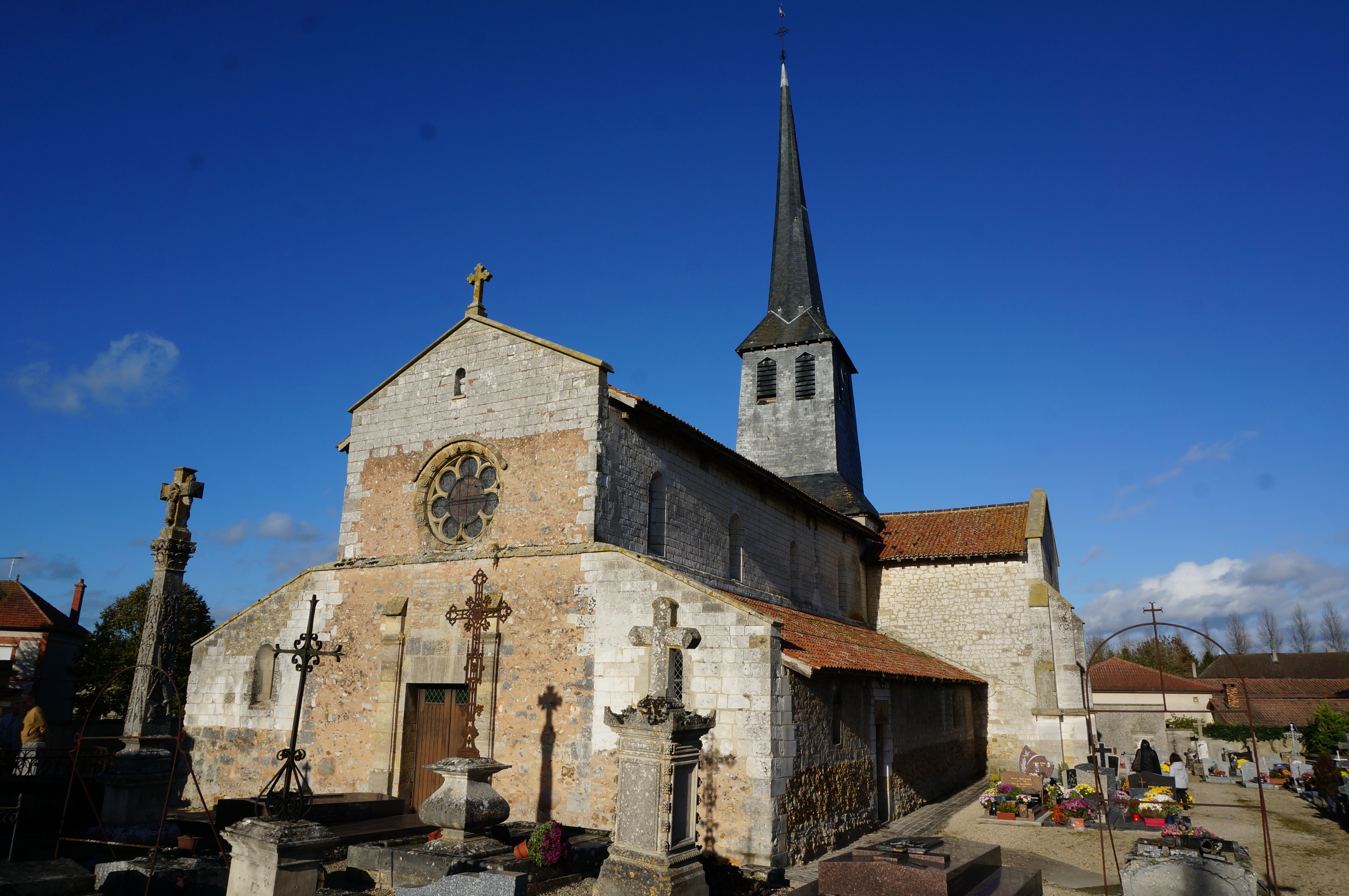
L'église, son portail occidental.

### Lieux et monuments
- L'église Saint-Maurice de Songy est construite à la fin du XIIe siècle. Elle est classée monument historique en 1931[31].
- Les halles (1735).

### Personnalités liées à la commune
- Alexandre Franquet, amiral français.
- Marie-Angélique le Blanc, unique cas d'enfant sauvage reconnu comme étant authentique.

### Héraldique
| Blason de Songy | Blason  | D'argent au chevron de gueules accompagné de trois fers de moulins de sable ; au chef d'azur chargé de trois besants d'or. |
| Blason de Songy | Détails | Le statut officiel du blason reste à déterminer.                                                                           |